# Argentina - Italia di rugby a 15
In questa pagina vengono raccolte le statistiche riguardo agli incontri tra la Nazionale di rugby a 15 dell'Argentina e la Nazionale di rugby a 15 dell'Italia.

Il primo incontro si tenne il 24 ottobre 1978 presso lo Stadio Mario Battaglini di Rovigo; la partita fu vinta dall'Italia per 19 a 6.

Le due squadre al 13 novembre 2021 hanno disputato 23 incontri; si sono registrate 17 vittorie dei sudamericani, 5 vittorie italiane e 1 solo pareggio.

## Riepilogo
| Sede         | Giocate | Vinte Argentina | Vinte Italia | Pareggi | Punti Argentina | Punti Italia |
| ------------ | ------- | --------------- | ------------ | ------- | --------------- | ------------ |
| In Argentina | 9       | 7               | 2            | 0       | 252             | 155          |
| In Italia    | 11      | 9               | 2            | 0       | 274             | 179          |
| Campo neutro | 3       | 1               | 1            | 1       | 68              | 65           |
| Totale       | 23      | 17              | 5            | 1       | 594             | 399          |

## Risultati
| N° | Data             | Località              | Impianto                     | Partita            | Risultato | Vincitrice | Competizione    |
| -- | ---------------- | --------------------- | ---------------------------- | ------------------ | --------- | ---------- | --------------- |
| 1  | 24 ottobre 1978  | Rovigo                | Stadio Mario Battaglini      | Italia — Argentina | 19–6      | Italia     | Test match      |
| 2  | 28 maggio 1987   | Christchurch          | Lancaster Park               | Argentina — Italia | 25–16     | Argentina  | Coppa del Mondo |
| 3  | 24 giugno 1989   | Buenos Aires          | Estadio Etcheverri           | Argentina — Italia | 21–16     | Argentina  | Test match      |
| 4  | 4 giugno 1995    | East London           | Buffalo City Stadium         | Argentina — Italia | 25–31     | Italia     | Coppa del Mondo |
| 5  | 17 ottobre 1995  | San Miguel de Tucumán | Estadio Fierro               | Argentina — Italia | 26–6      | Argentina  | Coppa Latina    |
| 6  | 22 ottobre 1997  | Lourdes               | Stade Antoine Béguère        | Argentina — Italia | 18–18     | pareggio   | Coppa Latina    |
| 7  | 7 novembre 1998  | Piacenza              | Stadio Leonardo Garilli      | Italia — Argentina | 23–19     | Italia     | Test match      |
| 8  | 14 luglio 2001   | Buenos Aires          | Estadio Etcheverri           | Argentina — Italia | 38–17     | Argentina  | Test match      |
| 9  | 16 novembre 2002 | Roma                  | Stadio Flaminio              | Italia — Argentina | 6–36      | Argentina  | Test match      |
| 10 | 11 giugno 2005   | Salta                 | Estadio Martearena           | Argentina — Italia | 35–21     | Argentina  | Test match      |
| 11 | 18 giugno 2005   | Córdoba               | Estadio Kempes               | Argentina — Italia | 29–30     | Italia     | Test match      |
| 12 | 19 novembre 2005 | Genova                | Stadio Luigi Ferraris        | Italia — Argentina | 22–39     | Argentina  | Test match      |
| 13 | 18 novembre 2006 | Roma                  | Stadio Flaminio              | Italia — Argentina | 16–23     | Argentina  | Test match      |
| 14 | 9 giugno 2007    | Mendoza               | Stadio Malvinas Argentinas   | Argentina — Italia | 24–6      | Argentina  | Test match      |
| 15 | 28 giugno 2008   | Córdoba               | Estadio Kempes               | Argentina — Italia | 12–13     | Italia     | Test match      |
| 16 | 15 novembre 2008 | Torino                | Stadio Olimpico              | Italia — Argentina | 14–22     | Argentina  | Test match      |
| 17 | 13 novembre 2010 | Verona                | Stadio Marcantonio Bentegodi | Italia — Argentina | 16–22     | Argentina  | Test match      |
| 18 | 9 giugno 2012    | San Juan              | Stadio del Bicentenario      | Argentina — Italia | 37–22     | Argentina  | Test match      |
| 19 | 23 novembre 2013 | Roma                  | Stadio Olimpico              | Italia — Argentina | 14–19     | Argentina  | Test match      |
| 20 | 15 novembre 2014 | Genova                | Stadio Luigi Ferraris        | Italia — Argentina | 18–20     | Argentina  | Test match      |
| 21 | 11 giugno 2016   | Santa Fe              | Estadio Colón                | Argentina — Italia | 30–24     | Argentina  | Test match      |
| 22 | 18 novembre 2017 | Firenze               | Stadio Artemio Franchi       | Italia — Argentina | 15–31     | Argentina  | Test match      |
| 23 | 13 novembre 2021 | Treviso               | Stadio di Monigo             | Italia — Argentina | 16–37     | Argentina  | Test match      |
| 24 | 9 novembre 2024  |                       |                              | Italia — Argentina | –         |            | Test match      |